# Milan Šašik

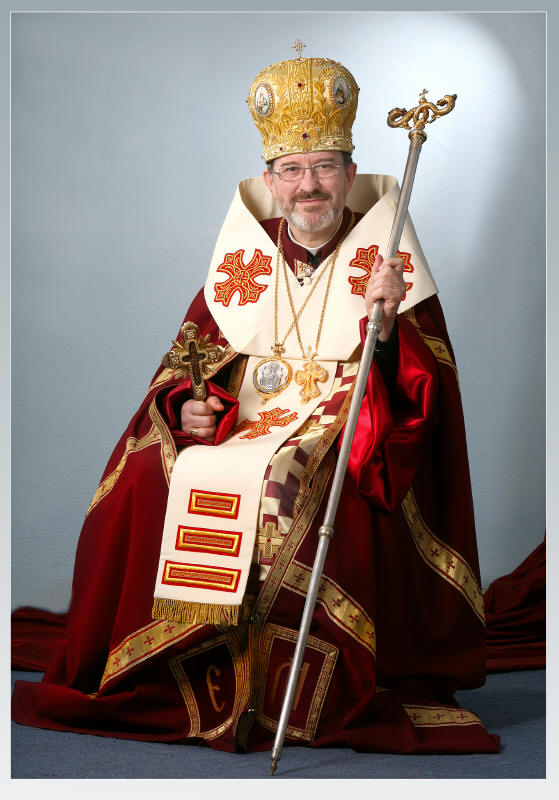
Milan Šášik in liturgischer Kleidung

Wappen von Bischof Milan Šašik

Milan Šašik CM (* 17. September 1952 in Lehota, Tschechoslowakei; † 14. Juli 2020 in Uschhorod, Ukraine) war Diözesanbischof der ruthenisch-griechisch-katholischen Diözese Mukatschevo in Transkarpatien in der Ukraine.

## Leben

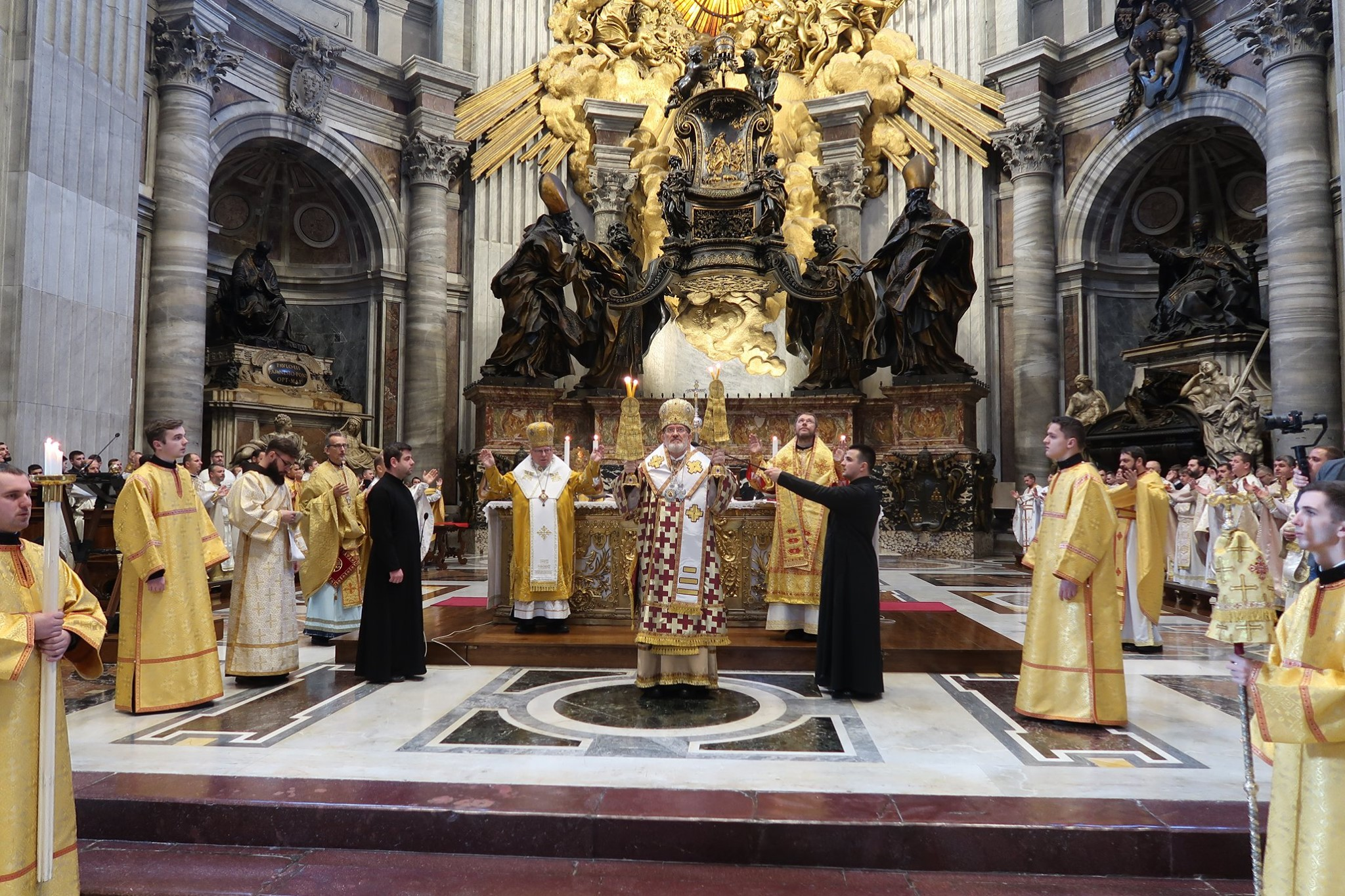
Byzantinische Liturgie im Petersdom; in der Mitte Bischof Milan Šašik

Šášik trat 1971 trat im Geheimen der Ordensgemeinschaft der Lazaristen (Vinzentiner) in der Slowakei bei und studierte Katholische Theologie und Philosophie am Priesterseminar in Bratislava. Die Priesterweihe empfing er am 6. Juni 1976 in der Kathedrale des hl. Martin in Bratislava vom Bischof der römisch-katholischen Diözese von Trnava, Julius Gábriš.
Milan Šašik war zunächst in der Seelsorge in der Slowakei und im Orden tätig. Von 1990 bis 1992 studierte er an der Päpstlichen Fakultät Teresianum in Rom. Im Juni 1992 erhielt er nach Abschluss seines Studiums ein Lizentiat der Theologie. Anfang Januar 1991 besuchte er zum ersten Mal die Ukraine und dort auch Transkarpatien. Im Sommer 1991 sammelte er zehn Wochen Missionserfahrung in Ecuador. Im Winter 1992 besuchte er in Russland die Städte Moskau, Wolgograd, Kamyschin und Engels.
Von 1992 bis 1998 war er für die neu gegründete Apostolische Nuntiatur in der Ukraine als Dolmetscher und Attaché bei Nuntius Antonio Franco in Kiew tätig. Am 9. Oktober 1998 wurde Milan Šašik mit dem Ehrenkreuz Pro Ecclesia et Pontifice ausgezeichnet.
Im 1998 kehrte er in die Slowakei zurück, wo er zum Rektor der Vinzentinischen Gemeinschaft in Banská Bystrica ernannt wurde. 2000 wurde er Regens der Novizenausbildung der Lazaristen in der Slowakei, später betreute er die Gläubigen des lateinischen und byzantinischen Ritus in Peretschyn an der ukrainisch-slowakischen Grenze, da er Biritualismus bzw. die Erlaubnis des Heiligen Stuhls hatte in beiden Riten Hl. Messe/Göttliche Liturgie zu feiern und Sakramenten zu spenden.
Am 12. November 2002, den Gedenktag des Heiligen Josaphat Kunzewitsch wurde er von Papst Johannes Paul II. zum Titularbischof von Bononia und zum  Apostolischen Administrator „ad nutum Sanctae Sedis“ der griechisch-katholischen Diözese Mukatschewo, Ruthenische griechisch-katholische Kirche ernannt. Die Bischofsweihe spendete ihm Johannes Paul II. persönlich am 6. Januar 2003 im Petersdom, Rom. Mitkonsekratoren waren Erzbischof Leonardo Sandri, Substitut im Staatssekretariat und Erzbischof Antonio Maria Vegliò, Sekretär an der Kongregation für Orientalische Kirchen. Am 17. März 2010 erhob ihn Papst Benedikt XVI. zum Diözesanbischof der Diözese Mukatschewo mit Sitz in Uschhorod, der Hauptstadt der Oblast Transkarpatien.
Im Juni 2003 überführte Šášik zusammen mit Sondergesandten des Papstes, Roger Kardinal Etchegaray, die Reliquien des seligen Bischofs Theodor Romscha in die Kathedrale von Uschhorod. Im  Juni 2004 weihte er zusammen mit Josef Kardinal Tomko das neue Gebäude der theologischen Akademie und des Priesterseminars Seliger Theodor Romscha in Uschhorod ein.
Im Jahr 2009 nahm Šášik die ukrainische Staatsbürgerschaft an.
Ab 2011 war er Mitglied im Rat der europäischen Bischofskonferenzen.
Anlässlich des 30. Jahrestages der offiziellen Anerkennung der Diözese Mukatschewo nach dem Zusammenbruch des Kommunismus besuchten rund 1.000 Pilger und etwa 50 Priester aus der Ukraine unter der Leitung von Bischof Šašik und Weihbischof Nil Jurij Luschtschak den Vatikan, um für 30 Jahre der Freiheit zu danken. Vor der Generalaudienz empfing Papst Franziskus diese Gruppe persönlich.
Milan Šašik sprach neben seiner Muttersprache Slowakisch, Ukrainisch, Italienisch, Tschechisch, Russisch und Polnisch.
Am 14. Juli 2020 im Alter von 68 Jahren starb er überraschend auf Grund einer Beinthrombose. Die Beisetzung fand am 20. Juli in der Kreuzerhöhungskathedrale in Uschhorod statt. Die Exequien leitete Erzbischof und Metropolit der griechisch-katholischen Kirche in der Slowakei Ján Babjak in Konzelebration mit Großerzbischof und Oberhaupt der ukrainischen griechisch-katholischen Kirche Swjatoslaw Schewtschuk, Erzbischof und Metropolit der griechisch-katholischen Kirche in Ungarn Fülöp Kocsis, Weihbischof Nil (Jurij) Luschtschak, sowie anderen hochrangigen Geistlichen von der römisch-katholischen und griechisch-katholischen Kirchen aus der Ukraine, Slowakei, Ungarn und Rumänien. Die Predigt hielt Erzbischof Ján Babjak. Zum Abschluss der Feier wurde der Sarg in die Bischofsgruft unter der Kathedrale hinabgelassen, wo Milan Šašik gemäß seinem Testament in einer Nische neben dem sel. Theodor Romscha beigesetzt wurde. Papst Franziskus ernannte gleich am 20. Juli Weihbischof Nil (Jurij) Luschtschak zum Apostolischen Administrator ad nutum Sanctae Sedis der Diözese Mukatschewo.
Nach fast vier Jahren Sedisvakanz ernannte Papst Franziskus am 8. Mai 2024 Pater Teodor Mazapula als Nachfolger von Bischof Šášik zum neuen Diözesanbischof von Mukatschewo.

## Ehrungen und Auszeichnungen
- Päpstliches Ehrenkreuz Pro Ecclesia et Pontifice, 1998
- Ukrainischer Verdienstorden III. Grades, 2007- für langjährige fruchtbare kirchliche, wohltätige und caritative Tätigkeit
- Ehrenbürger von Uschhorod, 2008
- Ukrainischer Verdienstorden II. Grades, 2020 (posthum) – für langjährige fruchtbare kirchliche, wohltätige und caritative Tätigkeit[14]